# Zabrops flavipilis
Zabrops flavipilis là một loài ruồi trong họ Asilidae. Zabrops flavipilis được Jones miêu tả năm 1907.